# Třída Rhein (typ 401)
Třída Rhein byla třída zásobovací lodí pro menší plavidla (tendrů) německého námořnictva. Celkem bylo postaveno osm jednotek této třídy.

## Stavba
Celkem bylo postaveno osm jednotek této třídy, které byly přijaty do služby v letech 1959-1960.
Jednotky třídy Rhein:
| Jméno         | Spuštěna           | Vstup do služby   | Status |
| ------------- | ------------------ | ----------------- | --- |
| Rhein (A 58)  | 10. prosince 1959  | 6. listopadu 1961 | Vyřazena 26. června 1992. |
| Elbe (A 61)   | 5. května 1960     | 17. dubna 1962    | Vyřazena 17. prosince 1992, od 31. března 1993 provozován Tureckým námořnictvem jako cvičná loď Cezayirli Gazi Hasan Paşa (A-579), vyřazena 5. června 2024. |
| Weser (A 62)  | 11. června 1960    | 14. července 1962 | Vyřazena 18. července 1975, dne 14. srpna 1976 předán řeckému námořnictvu jako torpédoborec Aigaion (D 03), vyřazena 15. února 1991.                        |
| Main (A 63)   | 23. července 1960  | 17. června 1963   | Vyřazena 25. listopadu 1993. |
| Ruhr (A 64)   | 18. srpna 1960     | 2. května 1964    | Vyřazena 20. prosince 1971. |
| Neckar (A 66) | 26. června 1961    | 7. prosine 1963   | Vyřazena 30. listopadu 1989. |
| Werra (A 69)  | 26. března 1963    | 2. září 1964      | Vyřazena 21. března 1991. |
| Donau (A 69)  | 26. listopadu 1960 | 23. května 1964   | Vyřazena 1. prosince 1994, od 23. května 1997 provozován Tureckým námořnictvem jako cvičná loď Sokullu Mehmet Paşa (A-577), vyřazena 24. února 2024.        |

## Konstrukce
Výzbroj plavidel tvořily dva 100mm kanóny Creusot-Loire Modèle 53 v dělových věžích na přídi a na zádi, které doplňovaly čtyři 40mm kanóny Bofors. Pohonný systém tvoří šest diesely Maybach MD 871/24, každý o výkonu 2400 hp, pohánějící dva lodní šrouby se stavitelnými lopatkami. Nejvyšší rychlost je 21 uzlů.